# Червонец Петра II
Червонец Петра II — золотая монета Российской империи, отчеканенная в 1729 году при правлении Петра II в Санкт-Петербургском монетном дворе.

## История
В 1716 году выпуск российских золотых монет, получивших название «червонцы», был приостановлен. В годы правления императора Петра II (1727—1730) производство монет с его портретом было развито слабо. В течение двух лет правления Петра II Алексеевича из золота создавали только низкопробные двухрублевые монеты. В 1729 году император приказал начать выпуск полноценных червонных монет, которые высоко ценились внутри государства. Причиной их появления стали нужды Коллегии иностранных дел, так как межгосударственные расчеты требовалось вести высокопробным золотом.
В силу экономических и временных причин было отчеканено немного таких монет. По данным Канцелярии Монетного правления, было произведено 17000 червонцев. Монета «Червонец Петра II» из золота 981 пробы считалась самой дорогой в Российской Империи и редко попадала к купцам. Поэтому она использовалась в основном представителями императорского двора и торговцами, занимающимися внешнеэкономической деятельностью.
Для выпуска червонцев 1729 года использовался металл 15 773 андреевских двухрублёвиков.

## Описание
Диаметр червонца, выполненного из золота 981 пробы, составляет 22,3 мм; масса монеты — 3,32 г. При чеканке использовали литье. Номинал монеты не прописывался ни на одной из её сторон. Степень редкости по каталогу Владимира Биткина — R2 (10 — 19 экз.).

### Аверс
На аверсе представлен профильный портрет императора, вправо; в латах с наплечниками и плаще, четыре фестона над наплечниками, на голове лавровый венок, перехваченный сзади бантом. Над головой звезда. Круговая надпись: ПЕТРЬ: II∗IМПЕРАТОРЬ. Было отчеканено два варианта монеты. На первом волосы были заплетены в бант рядом с лавровым венком, а на втором этот бант отсутствовал.

### Реверс
Реверс монеты с изображением двуглавого орла под тремя коронами. На голове орла две короны, а над ними корона Российской Империи. На груди орла щит с гербом Москвы, в лапах скипетр и держава. В гербе короны на головах орла без крестов. Круговая надпись: IСАМОДЕРЖ: ВСЕРОСІИСКІИ 1729.

### Гурт
Гурт гладкий.